# Gustav Schneidewind
Gustav Schneidewind (ur. 28 sierpnia 1890; zm. ?) – as lotnictwa niemieckiego Luftstreitkräfte z 7 zwycięstwami w I wojnie światowej.
Służbę w wojsku rozpoczął 13 października 1911 roku w 97 Pułku Piechoty. Na początku I wojny światowej służył w 25 Pułku Saperów. 1 sierpnia 1916 roku został przeniesiony do Luftstreitkräfte. Po przejściu szkolenia, 3 maja 1917 roku, został przydzielony do FA 29. Po miesiącu służby został skierowany na szkolenie pilotażu samolotów myśliwskich i 17 czerwca 1917 roku został skierowany do Jagdstaffel 17. Pierwsze zwycięstwo powietrzne odniósł 21 lipca nad samolotem Sopwith Pup z No. 66 Squadron RAF. po odniesieniu 4 zwycięstw, na początku stycznia 1918 roku, został przeniesiony do operującym na bliskim wschodzie Jagdstaffel 1F. W jednostce odniósł 3 zwycięstwa powietrzna. Dwa 8 i 9 maja nad balonami obserwacyjnymi. Ostatnie zwycięstwo powietrzne odniósł 9 maja 1918 roku. Dwa tygodnie później 23 maja został ciężko ranny w czasie walki powietrznej z Carrickiem Paulem (No. 1 Squadron RAAF) z Royal Australian Air Force.
Po przejściu leczenia powrócił do Niemiec i do końca wojny służył w FA305. Jego powojenne losy nie są znane.

## Odznaczenia
- Krzyż Żelazny I Klasy
- Krzyż Żelazny II Klasy
- pruski Złoty Krzyż Zasługi Wojskowej – 28 maja 1918